# Деваварман
Деваварман — правитель імперії Маур'їв від 202 до 195 року до н. е.